# The Strange Case of Mary Page
The Strange Case of Mary Page er en amerikansk stumfilm fra 1916 af J. Charles Haydon.

## Medvirkende
- Henry B. Walthall som Phil Langdon.
- Edna Mayo som Mary Page.
- Sidney Ainsworth som David Pollock.
- Harry Dunkinson som E.H. Daniels.
- John Cossar.